# Dějiny Tibetu

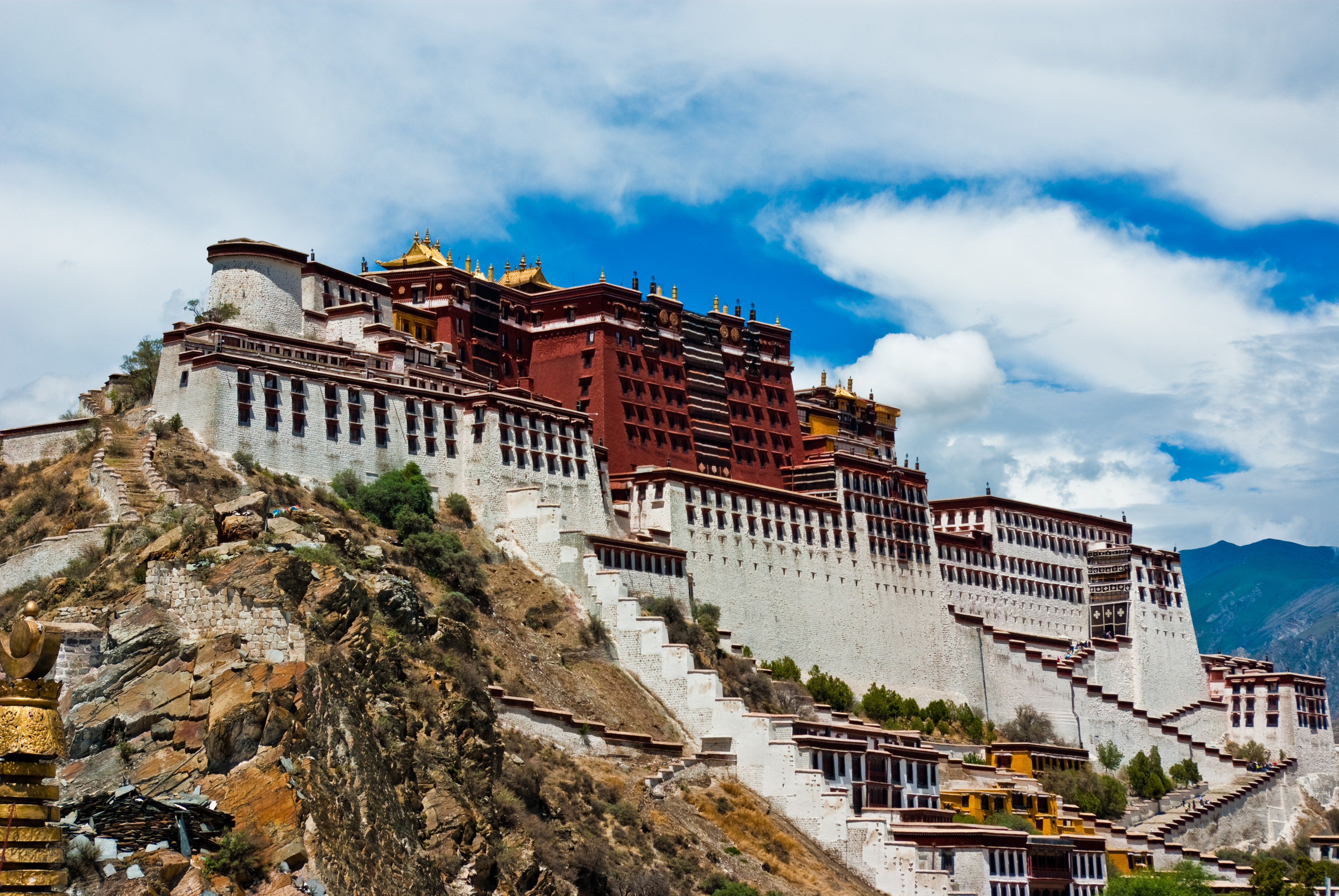
Palác Potála ve Lhase ze 17. století, tradiční sídlo dalajlámů, od roku 1994 součást světového dědictví (fotografie z roku 2009)

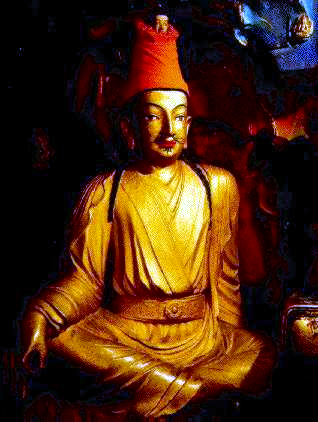
Songcän Gampo (605–649), zakladatel Tibetské říše a jedna z nejvýraznějších postav tibetských dějin

Dějiny Tibetu se vyznačují jednak úzkým sepětím s dějinami buddhismu v Tibetu, a jednak častými kontakty se sousedním Mongolskem a Čínou. Starobylé tibetské dějiny nejsou přesně známy, což je způsobeno zejména nedostatkem písemných pramenů či jejich strohostí a praxí kronikářů mísit legendární vyprávění s historickými událostmi.
K tradičním tibetským dějinám patří polomýtická vyprávění o prvních tibetských králích sestoupivších z nebes. Ti sídlili nejdříve v Jumbulagangu v údolí řeky Jarlung, pročež se dynastie prvních králů někdy označuje jako „Jarlungská dynastie“. Za prvního významného historického krále bývá považován Songcän Gampo žijící v 7. století, za jehož vlády se v Tibetu rozšířil buddhismus. Pevně své kořeny však učení Buddhy Šákjamuniho (dharma) zapustilo až o století později v době Thisong Decäna a Ralpačäna. Ve 2. polovině 7. a po celé 8. století přitom Tibetská říše dosáhla svého největšího územního i politického rozmachu. Od poloviny 9. do poloviny 13. století byla ústřední moc v Tibetu decentralizována a na tibetském území se nacházelo hned několik více či méně mocných a samosprávných celků. Ve 13. století byl Tibet do značné míry pod vlivem Mongolské říše, s čímž souvisel nárůst mocenského vlivu buddhistické školy sakja. Od 16. století se však k moci dostávala gelugpa a její světští představitelé – dalajlámové – se od pátého dalajlámy Ngawang Lozang Gjamccha (1617–1682) stali i světskými vládci Tibetu.
V 18. století Tibet na čas obsadili mongolští Džúngarové a nedlouho po nich čínští Mandžuové, kteří Tibetu sice nechávali vnitřní nezávislost, ve Lhase však ponechávali své úředníky (ambany), kteří zde setrvali až do pádu Mandžuské dynastie na počátku druhého desetiletí 20. století. Uzavřenost Tibetu prolomila v letech 1903–1904 Younghusbandova expedice, která uzavřela mezi Tibetem a Britským impériem bilaterální dohody. Pád Mandžuské dynastie pro Tibet de facto znamenal osamostatnění; to bylo však ukončeno v roce 1950 příchodem vojsk Čínské lidové osvobozenecké armády a začleněním tibetského území do Čínské lidové republiky (ČLR). V ČLR v současné době existuje Tibetská autonomní oblast, která však zabírá jen zhruba polovinu původní rozlohy Tibetu. Tibetská exilová vláda s názvem Ústřední tibetská správa sídlí v indické Dharamsale, jejím hlavním představitelem je čtrnáctý dalajláma Tändzin Gjamccho.

## Počátky
Jelikož o nejstarších dějinách Tibetu prakticky neexistují žádné záznamy a psaná tibetská historie začíná v 7. století za krále Songcän Gampa, sestavují se počátky tibetských dějin velmi těžko. Historické postavy a události z doby před 7. stoletím jsou navíc v kronikách, které pocházejí ze staletí pozdějších, provázány s událostmi legendárními. Novodobí badatelé se pak někdy rozchází v interpretacích toho, které události či postavy jsou skutečně historické a které spadají spíše do oblasti legend.
Některé tibetské prameny hovoří o čtyřech či šesti – případně jiném počtu – kmenů, které kdysi obývaly Tibetskou náhorní plošinu. Dle legendárního podání byli příslušníci těchto kmenů potomky opic vzešlých ze svazku opičáka a skalní rákšasí, jak o tom vypráví tradiční tibetská legenda. Mezi nejdůležitější kmeny měly patřit Se, Dong, Tong a Mu. Kmeny mezi sebou měly vést ustavičné rozepře a postupně se přeměnit v království. Těchto království postupně vzniklo až čtyřicet. Pokud však skutečně existovala, neví se o nich prakticky nic. Mnohem později se ona království měla sjednotit v tzv. čtyři velké kultury.
O původních kmenech je toho rovněž známo jen velmi málo a určit byť jen přibližnou dobu jejich existence je prakticky nemožné. Dosud nejstarší známky skutečně doloženého osídlení Tibetu byly nalezeny v oblasti Balukšaru. Zdejší megalitická kultura vykazuje známky podobnosti s jinými megalitickými kulturami jihovýchodní Asie a její datace spadá do 2. tisíciletí př. n. l. Trvalejší osídlení Tibetské náhorní plošiny pravděpodobně začalo počátkem našeho letopočtu.

## První králové

Ňathi Cänpo, podle tradičního podání první tibetský král

Další informace obsahuje článek Seznam králů Tibetu.

### Sedm nebeských králů
Legenda praví, že od počátku světa až do 6. století v Tibetu vládlo dvacet sedm králů. První král měl sestoupit z nebes po žebříku či laně zvaném mu (symbolizující axis mundi) a spojit se s pozemským bohem velehor. Obdobně i dalších šest tibetských králů sestoupilo z nebe, až se jednoho dne provaz přetrhl a tím skončil „zlatý věk“. Těchto prvních sedm králů je podle svého původu většinou označováno jako „sedm nebeských králů“.
Prvním králem sestoupivším z nebes a zároveň prvním králem Tibetu měl být Ňathi Cänpo (doslova „rek na trůnu šíjovém“). Traduje se, že to byl on, kdo v údolí řeky Jarlung (známá spíše jako Brahmaputra) nechal postavit Jumbulagang, který se po další staletí stal sídlem králů Tibetu. Tradice mu připisuje sjednocení tibetských kmenů pod jednotnou vládu. Otázka jeho historicity či životních dat však zůstává nevyřešena, v jednotlivých pramenech se případná datace vlády Ňathi Cänpa často velmi liší, Tarthang Tulku dobu vlády Ňathi Cänpa do 3. století př. n. l.

### Další králové

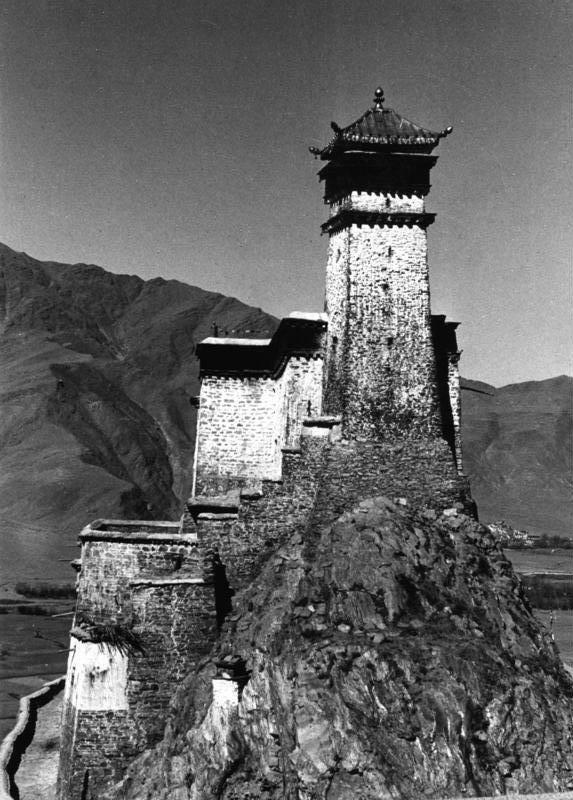
Jumbulagang, tradiční sídlo tibetských králů (fotografie z roku 1939)

Prvním skutečně doloženým tibetským králem se stal Digum Cänpo (snad 2. století př. n. l.), jehož hrobka je Tibeťany označována jako „hrobka prvního krále“ a podle tradice se nachází v Kongpu na východě Ü-Cangu. Podle legendy byl Digum Cänpo v pořadí osmým tibetským králem a prvním králem „pozemským“. Dle legendárního vyprávění se na nebesa již nemohl vrátit jako jeho předchůdci, jelikož si lano nevědomky sám přetrhl v souboji se svým sluhou Longamem. Poté, co Digum Cänpo Longamovou rukou zemřel, chopil se v Tibetu vlády sám Longam. Brzy však byl o trůn připraven a na jeho místo nastoupil Digum Cänpův syn Čhathi, který přijal jméno Pudegunggjal.
Období těchto prvních dvou „pozemských králů Tibetu“ se vyznačuje jak velkými pokroky ve znalostech technologií, tak sociálně-politickými změnami. Po těchto králích následovalo „šest králů leg“ (resp. „šest pozemských králů s přídomkem leg“ – „leg“ znamená dobrý), „osm králů de“ („de“ – pokladnice) a „pět králů cän“ („cän“ – mocný). Tito králové vládli v Tibetu pravděpodobně mezi 1. – 5. stoletím a během této doby se tibetský lid zdokonaloval ve znalostech zemědělství, stavěly se mohutné pevnosti na svazích hor a tibetská kultura se stávala čím dál tím více komplexnější. O těchto dávných králích je toho však známo jen velmi málo, často to jsou jen jejich jména, případně jména jejich manželek a dětí.
Podle tradičního počítání se dvacátým osmým králem Tibetu stal Thothori Ňäncän. V jeho období vlády se Tibet dostal do prvních kontaktů s buddhismem. Buddhistická tradice praví, že když král přebýval v Jumbulagangu, obdržel koš s buddhistickými texty, jež byly psány v sanskrtu. Neznaje sanskrt Thothori Ňäncän vzkázal svým ministrům, že texty byly seslány z nebe, a že teprve čtvrtý král, který bude po něm následovat, texty dokáže přečíst a porozumět jim. Po Thothori Ňäncänovi se vlády chopil jeho syn Thiňänzungcän, poté Dongňändeu, Tagriňänzig a Namri Söngcan. Namri Söngcanovi se podařilo sjednotit znesvářené kmeny žijící na tibetském území a ustanovit nad nimi jednotnou vládu; zkrotit své odpůrce se mu však nepodařilo zcela, o čemž svědčí fakt, že byl otráven vlastními šlechtici. Již v těchto dobách pravděpodobně docházelo k obchodním stykům mezi Tibetem a Čínou. Namri Söngcan byl významnou postavou tibetských dějin a i když se snažil položit základ novodobé Tibetské říše, nepodařilo se mu to. Tím, kdo to dokázal, byl již Namri Söngcanův nástupce, syn, současník indického krále Harši a jedna z nejvýznamnějších postav dějin Tibetu, král Songcän Gampo.

## Tibetská říše

### Songcän Gampo a jeho nástupci

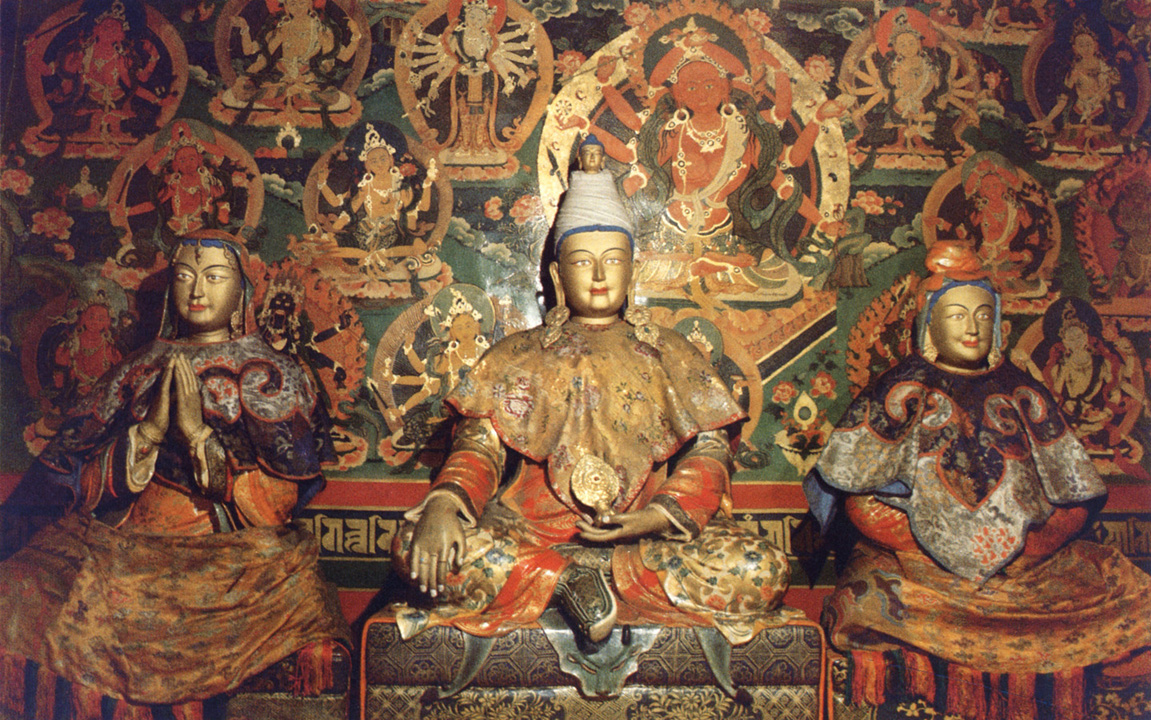
Songcän Gampo a jeho manželky Wen-čcheng a Bhrkutí

Přesná životní data Songcän Gampa nejsou známa, historici se však shodnou, že začal vládnout počátkem 7. století. Songcän Gampovi se podařilo sjednotit oblasti okolo řeky Jarlung a vytvořit tak první stabilní státní útvar na tibetském území. Byl tvůrcem mnoha reforem – obyvatelstvo rozdělil do tří stavů na vojsko, služebnictvo a rolnictvo a uskutečnil nové rozdělení půdy. Songcän Gampo se mimo jiné oženil s princeznou Wen-čcheng, neteří mocného čínského císaře Tchaj-cunga, a nepálskou princeznou Bhrkutí, dcerou krále Amšuvarmana z rodu Liččhaviů. Obě ženy byly buddhistky a dle tradičního podání si s sebou do Tibetu přinesly sochy Buddhů, pro které byly ve Lhase vystavěny chrámy Džókhang a Ramočhe. Na jejich popud přijal buddhismus i jejich manžel, který přitom zavrhl bön, do té doby nejrozšířenější tibetské „náboženství“. Songcän Gampo tak měl vyplnit proroctví svého předchůdce Thothori Ňäncäna. Buddhismus zcela zásadním způsobem ovlivnil pozdější směřování a celkový ráz tibetské kultury. Songcän Gampo ještě vyslal na studia do Indie skupinu mnichů vedených Sambhótou, který po návratu do Tibetu položil základ tibetského písma.
Dosavadním tradičním sídlem tibetských králů bylo údolí řeky Jarlung, za Songcän Gampa se však přeneslo do Lhasy. Král tam nechal vystavět tzv. Bílý palác, v jehož blízkosti byl v 17. století postaven palác nový zvaný Potála. Songcän Gampo dále vystavěl řadu buddhistických chrámů a snažil se o šíření buddhismu v Tibetu i mimo něj. Podnikal vojenské výboje nejen proti jižnímu sousedu – Indii, ale i proti Číně. V kralování a spravování rozsáhlé říše mu byl nápomocen ministr Gar Tongcän, který sám položil základ významné tibetské ministerské dynastii.

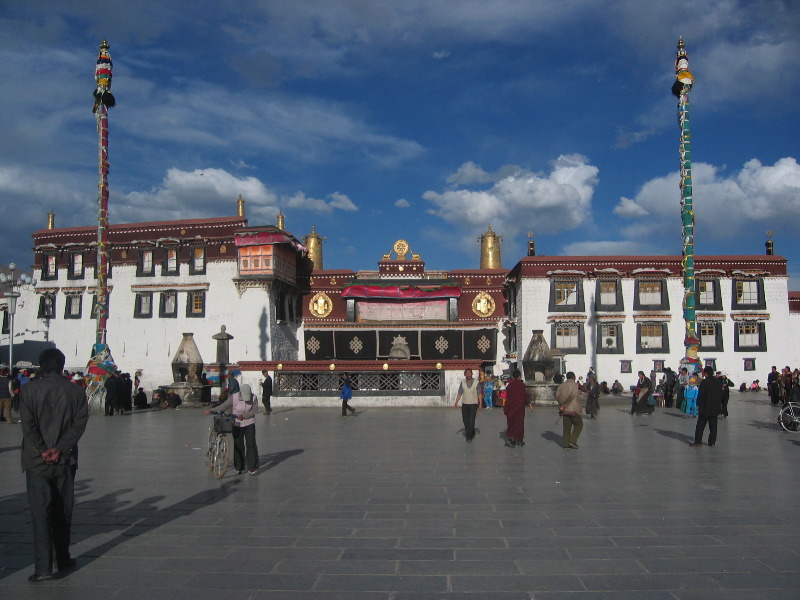
Chrám Džókhang, který byl postaven pro Buddhovu sochu princezny Wen-čcheng (foto z roku 2004)

Songcän Gampo udržoval obchodní i diplomatické styky s okolními zeměmi jako byl Kašmír, Nepál, Ladak, Serinda či Čína. Na královu žádost do Tibetu přicházeli čínští vzdělanci, kteří s sebou přinesli pokročilé znalosti zavlažování či výroby piva, z hotových výrobků s sebou přinesli např. hedvábí či inkoust. Songcän Gampo někdy v roce 641 předal trůn svému jedinému známému synu Gungsong Gungcänovi, který však brzy zemřel a jeho otec proto znovu nastoupil na trůn. Po Songcän Gampově smrti koncem 1. poloviny 7. století na určitou dobu vládl Gar Tongcän jakožto regent, než moc přebral Songcän Gampův vnuk Mangsong Mangcän.
Období vlády Mangsong Mangcäna bylo poznamenáno válečnými střety s Čínou, resp. říší Tchang. Tibetská vojska tehdy dobyla oblast Aža (též Tchu-jü-chun; jednalo se o oblast obývanou Tchu-jü-chuny, spojenými kmeny mongolských kočovníků) a začala podnikat vojenské výpravy na území ovládané Tchangy. V roce 670 tibetská armáda vnikla do Čínského Turkestánu (této oblasti dnes přibližně odpovídá čínská provincie Sin-ťiang) a dobytím čtyř zdejších pevností (Chotan, Kuča, Kašgar a Karašahr) Tibeťané fakticky přebrali vládu nad celou oblastí. Čína odpověděla vysláním statisícové armády proti Tibeťanům. V bitvě u Ta-fej-čchuanu však byla čínská vojska poražena a ani v dalších bitvách se velkým Tchangům nepodařilo získat Tibetem odňatá území zpět. Až v letech 692–694 se Číňanům podařilo dostat ona čtyři města opět pod svou kontrolu.
Když po smrti Mangsong Mangcäna na trůn nastoupil Düsong Mangdže, výboje proti Číně pokračovaly. Čína byla tehdy ohrožována i nájezdy Arabů, kteří se tu a tam v době válečných nájezdů proti Číně spolčovali s Tibeťany.

### Thisong Decän a jeho nástupci

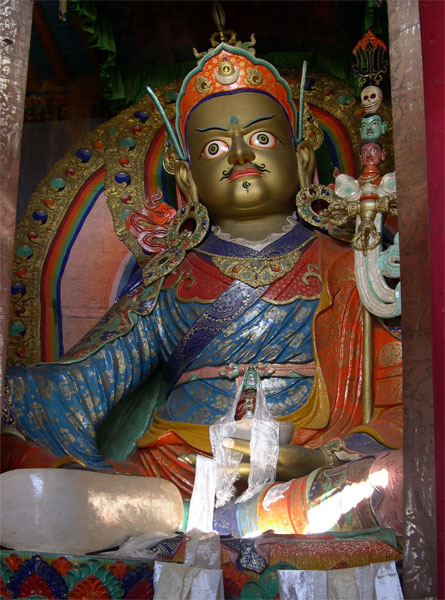
Socha Padmasambhavy v ladackém klášteře Hemis

Kolem roku 755 se na tibetský trůn dostal další významný tibetský král zvaný Thisong Decän (asi 756–797). Ten je buddhistickými texty opěvován coby výrazný zastánce a šiřitel Buddhova učení, mluví se o něm jako o „králi Nauky“ (dharmarádža) a emanaci Maňdžušrího, bódhisattvy moudrosti. Na jeho pozvání do Tibetu přicestoval indický učenec (pandita) Šántarakšita, který měl za úkol šířit v Tibetu buddhismus. Jeho přítomnosti v Tibetu však nebyli nakloněni mnozí ministři a celá řada nešťastných příhod provázející Šántarakšitův pobyt v Tibetu byla vykládána jako projev zloby tibetských (resp. bönských) božstev. Šántarakšita proto za nedlouho odešel z Tibetu s nepořízenou, před odchodem však králi doporučil, aby do Tibetu pozval velkého indické gurua a tantrického vzdělance Padmasambhavu (zvaný též Guru Rinpočhe).
Padmasambhava pocházel z legendárního údolí zvané Udjána v oblasti dnešního Pákistánu a dodnes se lze v oblastech, kde je rozšířen tibetský buddhismus, setkat s ohromným množstvím míst, která jsou místní či širší veřejností považována za nějak spjatá s Padmasambhovou. Tradice praví, že jakmile Guru Rinpočhe přicestoval do Tibetu, přemohl zlé démony (nepřející – bönská božstva) a poté až mohl začít s šířením dharmy. Jeho žákem se stal i Thisong Decän. Poté, co Padmasambhava sklidil v Tibetu úspěch, se k šíření dharmy v Tibetu připojil i Šántarakšita. Padmasambhovi je dnes připisováno rozšíření buddhismu v Tibetu, založení nejstaršího tibetského kláštera Samjä a původ svého učení od něj odvozuje linie ningma. Klášter Samjä se nachází na jih od Lhasy, severně od řeky Jarlung.
V počátcích měl buddhismus v Tibetu problémy s přijetím u místních obyvatel. Taková forma buddhismu, v jaké ji šířil Padmasambhava, však byla pro tibetský lid přijatelná. Padmasambhava byl podle tradice tantrik s pokročilými magickými schopnosti a tibetský lid zaujala tantrická praxe, který zahrnuje pestré rituály, odříkávání manter, magická zaříkávadla apod. Za Thisong Decäna došlo k snad prvnímu tibetskému „buddhistickému koncilu“, který je někdy nazýván lhaský (byť se ve Lhase nekonal) či „velká debata“. Hlavním tématem této debaty byla otázka, k jaké formě buddhismu by se měl Tibet přiklonit, totiž buď k čínské (čchanové) formě „náhlého probuzení“ či indické (mahájánové) formě postupného probuzení (čili forma bódhisattvovského ideálu). První stanovisko hájil mnich jménem Mahájána, indickou nauku hájil Šántarakšitův žák Kamalašíla. Výsledkem koncilu bylo přijetí indické formy buddhismu. Podle českého badatele Karla Wernera byl výsledek debaty značně zpolitizovaný, jelikož ústupem čínské formy buddhismu z Tibetu se na tibetském území oslabil čínský vliv a i „v budoucnu by mohla infiltrace čínskými mnichy být Tibetu nebezpečná“. V této době bylo do tibetštiny přeloženo množství buddhistických textů.
Za Thisong Decänovy vlády dosáhla Tibetská říše územního i mocenského vrcholu. Mimo území Tarimské pánve Tibeťané ovládali na západě území až k řece Oxu a sám chalífa Hárún ar-Rašíd si všiml rychle vzrůstající velikosti Tibetské říše. Ve snaze zabránit jejímu dalšímu rozmachu spojil své síly s Čínou a společnými silami zamezili Tibetu v další expanzi. Co se týče tibetsko-čínských vztahů v 8. století, celé toto období se neslo v duchu vyjednávání i vojenských výpadů. Číňané diplomatická vyjednávání záměrně zdržovali, jelikož věděli o problémech, se kterými se Tibet uvnitř potýkal, a které jej postupně oslabovaly. Jednalo se především o vzpoury Tibetem porobených národů, intriky šlechticů a boje o tibetský trůn. Roku 763 Thisong Decänovo vojsko dobylo hlavní město Čchang-an v dnešní provincii Šen-si a o dvacet let později byla mezi Tibetem a Čínou podepsána mírová smlouva, jejíž součástí bylo vymezení hranic mezi oběma zeměmi.
Po Thisong Decänovi nastoupil na tibetský trůn jeho syn Mune Cänpo. Ten se snažil o sociální reformu na základě znovurozdělení půdy, aby tak alespoň částečně snížil tehdejší propastný rozdíl mezi bohatým a chudým obyvatelstvem. To se mu však nepodařilo, a to ani když se reformu ještě dvakrát pokusil zopakovat. Po něm nastoupil na trůn jeho mladší bratr Thide Songcän, který v tibetských pramenech vystupuje pod jménem Sänaleg. Sänaleg vedl politické i válečné boje s Araby u západních hranic Tibetské říše, které vyústily ve vzájemnou dohodu. Po Sänalegovi nastoupil na trůn Ticug Decän zvaný Ralpačän (asi 814–836), který je společně se svými předchůdci Songcän Gampou a Thisong Decänem počítán mezi tzv. „dharma (dharmové) krále“, čili takové tibetské panovníky, kteří se zásadní měrou zasloužili o rozšíření dharmy v Tibetu.

### Ralpačän a Langdarma

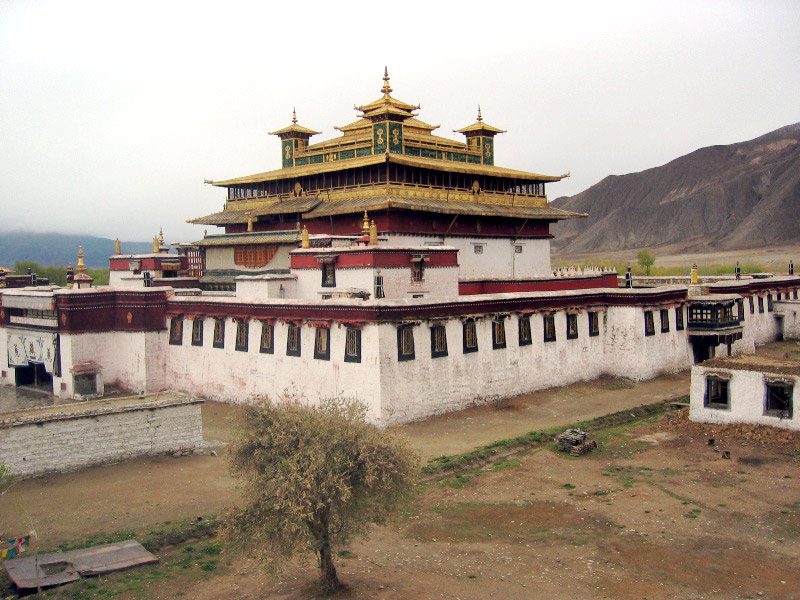
Nejstarší tibetský klášter – Samjä

Mapa Tibetu; hnědo-oranžovovou tlustou čarou jsou zvýrazněny přibližné hranice historického Tibetu

Král Ralpačän dal nedlouho po svém nástupu na tibetský trůn přivést do Tibetu indické učence jako byli Šíléndrabódhi, Dánašíla či Džinamitra, kteří měli pomáhat s překladem buddhistických textů do tibetského jazyka. Indičtí učenci ve spolupráci s předními tibetskými překladateli Kawa Palcegem a Čhödö Lu Gjalcchänem vypracovali vůbec první sanskrtsko-tibetský slovník zvaný Mahávjutpatti. Významným Ralpačänovým počinem bylo podepsání mírové dohody mezi Tibetem a Čínou (821), jejíž text byl vyryt do tří kamenných stél – jedna byla umístěna před chrám Džókhang, další se nacházely v Čchang-anu a na čínsko-tibetské hranici. Lhaská stéla se dochovala dodnes. Hlavními body této smlouvy bylo ujišťování se o vzájemném přátelství obou zemí a znovupotvrzení smlouvy o hranicích z roku 783. V této době byl Tibet zcela nezávislým a suvérénním státem.
Ralpačän byl horlivým zastáncem buddhismu. Aby podpořil stále se rozrůstající společenství tibetských mnichů (sangha), vydal příkaz, podle kterého měl materiální podporu pro mnichy v klášterech zajišťovat tibetský lid. To vyvolalo nevoli zejména u vyšší šlechty. Ta byla už tak nespokojena s předchozími pozemkovými reformami, během kterých přišla o řadu privilegií a ztrácela své dosavadní mocenské postavení. Proto se aristokraté rozhodli Ralpačänově vůli vzepřít. V následné vzpouře šlechtici krále zavraždili a na trůn dosadili Langdarmu (zvaný též jen „Darma“, vládl 838–843). Jeho vláda se nesla ve znamení potírání buddhismu a sociálních změn. Nechal zavřít veškeré buddhistické kláštery a mnichům dal na výběr buďto svatbu (a tím porušení celibátu) nebo vstup do armády (a tím prakticky porušení principu ahimsá). Politicko-náboženská změna, se kterou vyrukoval Langdarma, otřásla celým Tibetem. Znovu vypluly na povrch klanové spory a zvýšila se hospodářská rivalita. Král byl zavražděn v roce 842 buddhistickým mnichem. Langdarmovi se podařilo buddhismus úplně vymýtit z centrálního Tibetu, v ostatních koutech země však zůstal zachován.

## Rozdrobený Tibet (842–1247)

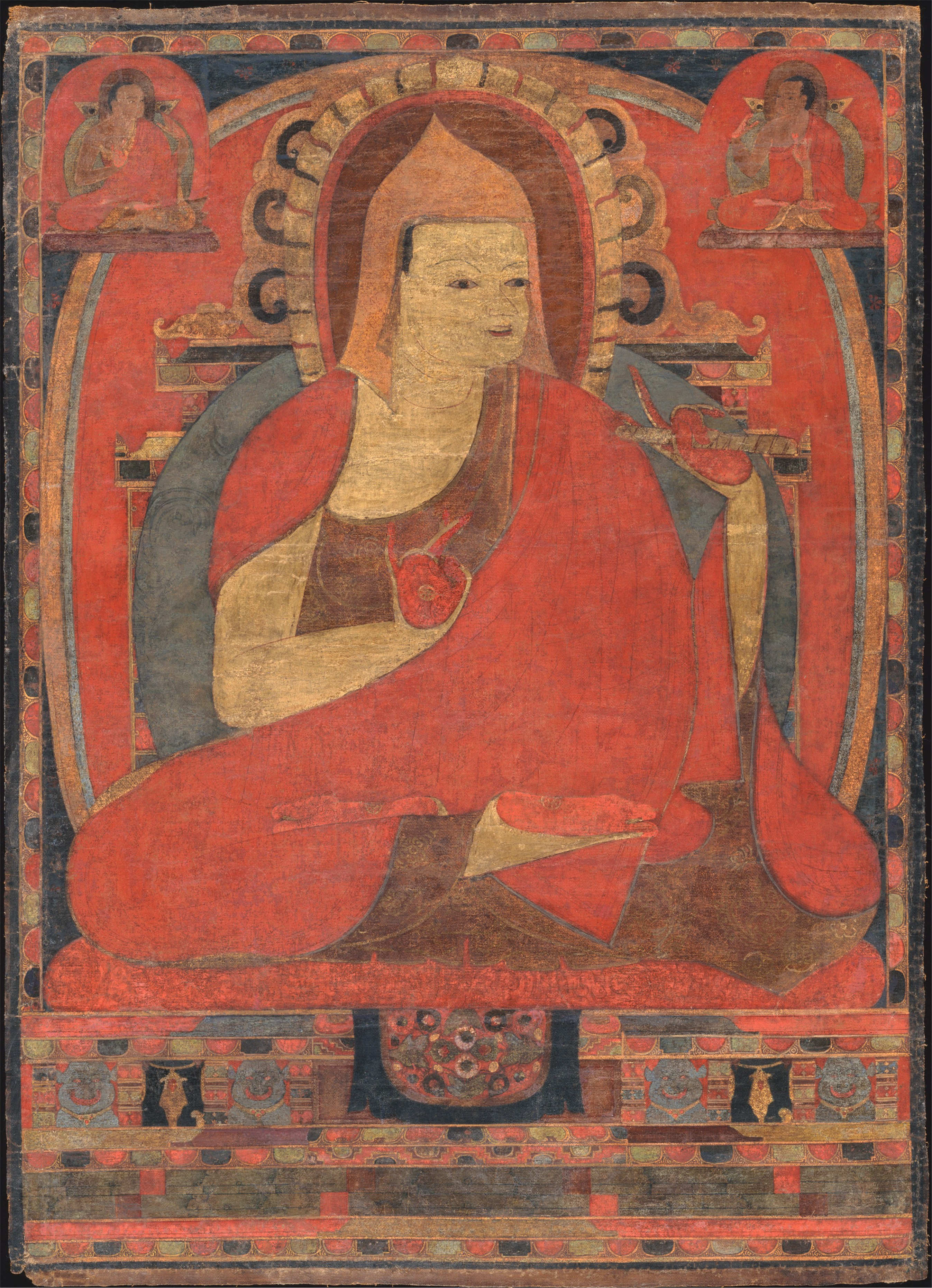
Atíšův portrét zhruba z doby kolem roku 1100

Tibetská říše znamenala vrchol územního rozmachu Tibetu. K Tibetu tehdy patřila rozsáhlá území střední Asie včetně Sin-ťiangu, Kan-su či Pamiru. Se smrtí krále Langdarmy (počátky rozpadu říše předeslala už vzpoura proti Ralpačänovi) nastal celkový úpadek Tibetské říše. Hlavním spojujícím prvkem rozsáhlé říše byla totiž osoba krále a se zavražděním Langdarmy se královská dynastie rozštěpila hned na několik větví. Po Langdarmovi na lhasský trůn nastoupil jeho syn Ösunga, avšak v oblasti Jarlungu se vlády chopil Jumtän. Po Ösungově smrti se navíc lhaská větev rozštěpila na další dvě, když se v otázce nástupnictví nedohodli jeho dva synové Taši Cegpal a Kjide Ňimagön. Decentralizace ústřední tibetské moci znamenala výrazné oslabení říše a postupnou ztrátu jejích území. Ztráta centrální vlády trvala až do poloviny 13. století.
Od 70. let 10. století docházelo v Tibetu ke znovuobrodě buddhismu, který po Langdarmově zásahu utrpěl těžkou ránu. Tehdejší západotibetský král Ješe Ö poté, co postavil klášter Tholing, nechal poslat dvacet jedna učenců do Kašmíru, aby tam studovali sanskrt a buddhistickou nauku. Vrátili se pouze dva, Rinčhen Zangpo a Legpä Šerab, o to intenzivněji však začali s překladatelskou činností. Z jejich doby se dochovalo ohromné množství překladů sanskrtských děl do tibetštiny. Ješe Ö ve snaze o šíření buddhismu v Tibetu nechal v první polovině 11. století poslat pro indického učence, představitele magadhské univerzity Vikramašíla, Atíšu. Ten zprvu jeho nabídku nepřijal, kývl až když jej žádal Ješe Öův synovec Čhangčhub Ö.
Atíša výrazně napomohl obrodě buddhismu v Tibetu. Byl zván do míst po celém Tibetu a jeho přijetí se brzy stalo otázkou prestiže. Již před svým příchodem byl Atíša v buddhistickém prostředím velice váženou autoritou, dnes je považován za jednu k klíčových postav tibetského buddhismu a zakladatele kadampy.
V 11. století se objevili významní tibetští buddhisté, jako byli např. Marpa Čhökji Lodö či jeho žák Milaräpa, od kterých odvozuje svůj původ linie kagjü. Byly založeny kláštery Sakja, Zalu a Radeng. S rozvojem buddhismu však rostla i moc lamů a představených klášterů, kteří zasahovali do hospodářského, ekonomického i politického života. Atíša se snažil tyto zásahy duchovenstva do čistě světských záležitostí zmírnit.

## Mongolská říše a škola sakja

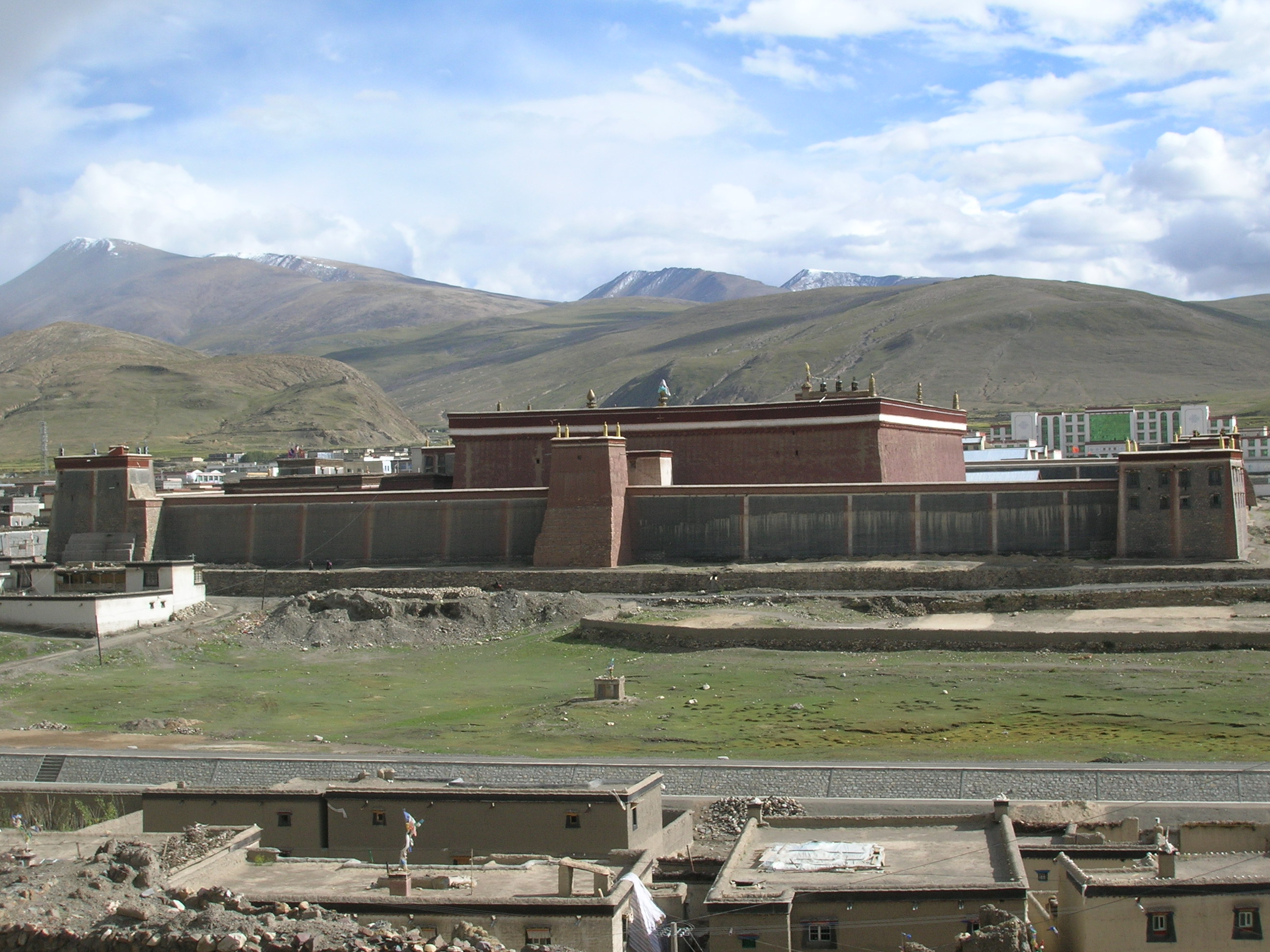
Klášter Sakja

Když se počátkem 13. století začala vzmáhat Mongolská říše, její rozpínavost se nevyhnula ani tibetskému území. V době Čingischánově (snad 1162–1227) se Tibeťané vyhnuli přímému vojenskému střetu s Mongoly tím, že se zavázali Mongolské říši odvádět pravidelný tribut. Když však Čingischán zemřel, Tibet přestal do Mongolska předepsaný tribut posílat. Princ Godan, syn nově ustanoveného chána Ögedeje, proto se svou armádou do Tibetu vpadl. Vyžádal si vzdělaného Küngu Gjalchäna, představitele kláštera Sakja (odtud většinou nazýván Sakja Pandita), aby jeho a mongolský lid učil buddhismu.
Když v roce 1251 Künga Gjalchän zemřel, nedlouho po něm zemřel i Godan a novým mongolským chánem se stal Chubilaj (Kublaj-chán). Ten si opět vyžádal duchovního učitele z Tibetu. Vybral si Phagpu, vzdělaného muže mladého věku a opět představitel školy sakja. Phagpa se s Chubilajem dohodl, že jakmile se na chánově dvoře bude rozhodovat o záležitostech Tibetu, bude si žádáno Phagpovo stanovisko. Chubilaj Phagpu dokonce ustanovil světským i duchovním vládcem nejdříve centrálního Tibetu, později i Amda, Ü-Cangu a Khamu. Tím se jen upevnilo výsadní mocenské postavení školy sakjapa. Díky Phagpově přímém spojení se školou sakja se Chubilaj snažil potlačit další školy tibetského buddhismu a škola sakja postupně získala významné mocenské postavení. Hromadění bohatství a moci do rukou sakjapovců však velmi poškodilo dobrou pověst školy a později přivodilo i její pád.
Phagpa zemřel v roce 1280, podle některých indicií měl být otráven vlastními mnichy z kláštera Sakja. Chubilaj-chán položil základ dynastie Jüan, která takřka jedno století ovládala území Číny. Vztah Chubilaj-chána a Phagpy byl velmi jedinečný a zvláštní. Nejednalo se pouze o vztah patron-učitel, ale také o vztah vládce-poddaný. Dá se to vyjádřit tak, že zatímco Phagpa (resp. Tibet) poskytoval Chubilalovi (resp. Mongolsku) duchovní podporu, Chubilaj podporoval Phagpu v oblasti světské. Mongolská říše poskytovala Tibetu vojenskou ochranu a Tibet se postupně dostával do stále těsnějšího vazalství vůči mongolské vládě sídlící v Pekingu.

## Dynastie Phagmodu, Rinpung a Cangpa

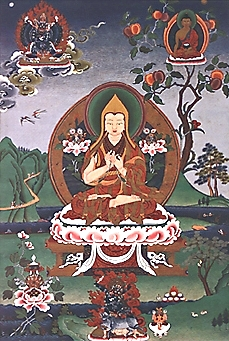
Congkhapa (1357–1419), významný reformátor a učenec, zakladatel školy gelugpa

Tibet se od mongolské nadvlády osvobodil v době působení prvního muže z rodu Phagmodu Čhangčhub Gjalchäna (1302–1364). S tím, jak Tibet získával nezávislost na Mongolech, se začala oslabovat moc sakjapovců. Novou vládnoucí vrstvou Tibetu se postupně stal dynastický rod Phagmodů (Phagmoda doslovně znamená „člověk ze sviního přívozu“ a odkazuje k mnichu stejného jména, který si postavil poustevnu zvanou sviní přívoz, na jejímž místě byl později zbudován klášter Dänsathil). Čhangčhub Gjalchän byl správce Neudongu a v době svého působení se potýkal se spory se sousedním Jazangem i s představiteli školy sakjapa. Celá tato doba se nesla ve znamení menších či větších šarvátek a intrik, ze kterých vítězně vzešel Čhangčhub Gjalchän. Ten koncem padesátých let 14. století již držel pod svou správou takřka celý Tibet včetně sousedního Jazangu. Mongolská vláda v reakci na to mu udělila titul Tai Situ.
Čhangčhub reformoval trestně-právní systém a snažil se prosadit nové postupy i v dalších odvětvích tibetské administrativy. Podporoval buddhismus a koncem své vlády se stal buddhistickým mnichem. Ve druhé polovině 14. století začal v Tibetu působit náboženský i sociální reformátor Congkhapa (1357–1419), z jehož učení vzešla linie gelug a klášter Gandän. Congkhapa se snažil o reformu mnišství v Tibetu, které tehdy bylo v hlubokém úpadku. Během jeho působení došlo k vraždě jednoho z ministrů rodu Phagmodu, což byla vůbec první roztržka v tomto rodu. Ještě ve 14. století byla zrevidována podoba Kandžuru a Tandžuru, v roce 1409 se konal poprvé dnes tradiční tibetský svátek mönlam. V době Čhangčhuba mimo jiné působil Sönam Gjalcchän (1312–1375), autor tradiční tibetské kroniky Zrcadlo králů, která vyšla i v českém jazyce v překladu Josefa Kolmaše.
V první polovině 15. století začala dynastie Phagmodu ztrácet na svém vlivu, což vyvrcholilo v roce 1436, kdy se moci chopila dynastie Rinpung. Ta byla duchovně spřízněná s Karmapovci a sídlila v Zadním Tibetu. Pro následující století byly příznačné boje o moc jednak mezi školami gelugpa a Kagjüpa, a jednak mezi provinciemi Ü a Cang. Konec nadvlády dynastie Rinpung nastal v roce 1565, kdy byl učiněn převrat, v jehož čele stál jeden z rinpungovských ministrů, který pak sám usedl na tibetský trůn a položil základ královské dynastii Cang. Moc dynastických rodů Rinpung a Cang však víceméně nepřesáhla centrální Tibet.

## Dalajlámové

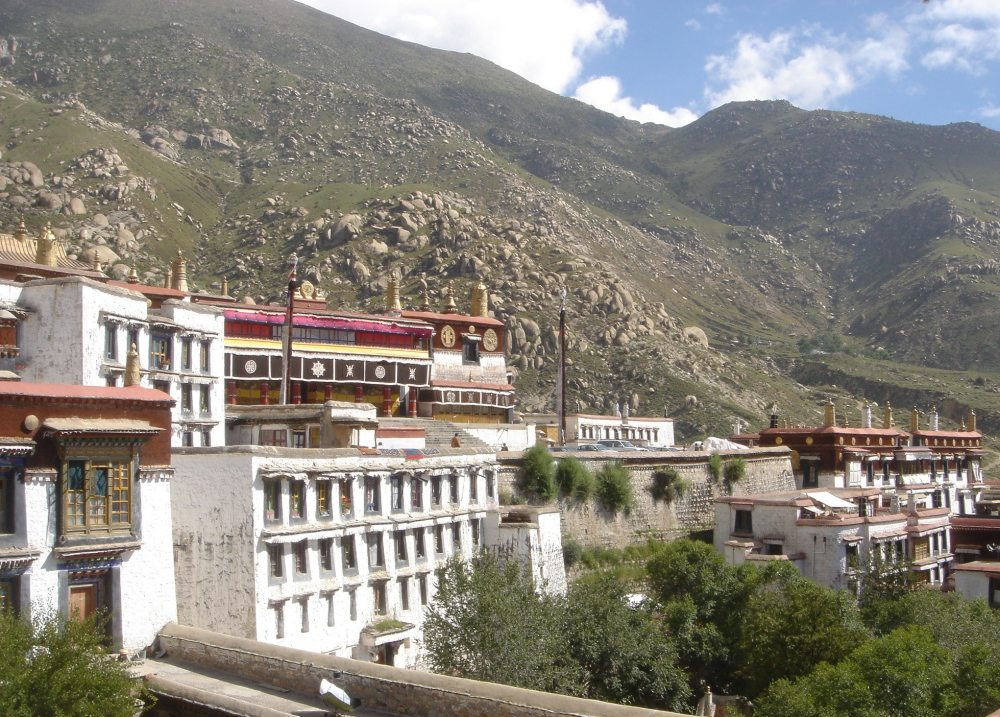
Klášter Däpung (2005)

I přes nepřátelství mezi školami tibetského buddhismu a značné zesvětštění mnišského života se v Tibetu vyskytovala řada významných učenců. Významnému postavení se těšily školy gelugpa a zejména Kagjüpa. Ve druhé polovině 16. století byl jeden z hlavních představitelů gelugpy a zároveň hlavní lama kláštera Däpung Sönam Gjamccho pozván na mongolský dvůr k tehdejšímu panovníkovi Altan-chánovi. Altan-chán jej za jeho učitelskou činnost obdařil titulem „dalajláma“; Sönam Gjamccho byl již tehdy považován za převtělence (tib. tulku) svých dvou předchůdců Gendünduba (1391–1474) a Gendün Gjamccha (1475–1541), proto byl titul dalajláma retrospektivně přiznán i jeho dvěma předchůdcům a za prvního dalajlámu je tak dnes považován Gendündub.
Sönam Gjamccho sice zastával významné postavení mezi tibetskými mnichy, v této době se však ještě nedá hovořit o tom, že by jej jako duchovního vůdce Tibetu uznávali všichni Tibeťané, resp. i ostatní linie tibetského buddhismu. Po Sönam Gjamcchově smrti byl jako čtvrtý dalajláma rozpoznán Altan-chánův synovec Jöntän Gjamccho (1589–1616), čímž se ještě více prohloubily vztahy mezi Tibetem a Mongolskem. Když Jöntän Gjamccho roku 1601 vstoupil do Lhasy. místní gelugpovci mu přichystali velkolepé přijetí, což však pobouřilo karmapovce. Aby si dalajláma naklonil i své odpůrce, oficiálně potvrdil (případně poprvé udělil) titul pančhenláma, který náležel představenému dodnes významného tibetského kláštera Tašilhünpo. Na krátkou dobu tak nastal v zemi relativní klid, za panování 4. pančhenlámy Lozang Čhökji Gjalcchäna se však opět naplno rozvinulo otevřené nepřátelství mezi gelugpovci, karmapovci a králi z provincie Cangu, který si činil nárok na světskou vládu nad Tibetem.

### Ngawang Lozang Gjamccho

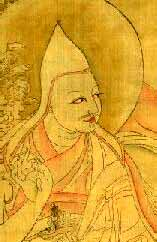
Pátý dalajláma Ngawang Lozang Gjamccho

Přítrž těmto šarvátkám učinil až pátý dalajláma Ngawang Lozang Gjamccho (1617–1682), první dalajláma, který se stal světským vládcem Tibetu. V Tibetu bývá někdy označován jako Ngapa čhenpo, čili „Velký pátý“. Vlády se chopil ve dvaceti pěti letech a za nedlouho poté započal ve Lhase se stavbou Potály, zimního paláce a od té doby tradičního sídla dalajlámu. Potála dnes tvoří lhasskou dominantu a je součástí světového dědictví UNESCO. Ngawang Lozang Gjamccho se tak snažil upevnit postavení, jaké dalajlámům náleželo.
Aby pátý dalajláma zajistil škole gelugpa politickou nadvládu nad Tibetem, spojil se s Gušri-chánem (1636–1656), vládcem chošúdských Mongolů z Amda. Gušri-chán vojensky potlačil odpor krále Cangu, který byl přívržencem školy Kagjü, a zajistil tak pátému dalajlámovi světskou moc nad Tibetem. Roku 1642 byl pátý dalajláma v Žikace slavnostně prohlášen vládcem Tibetu. Škola Kagjü, která se na politickém konfliktu podílela, byla následně v provincii Cang tvrdě pronásledována. Pronásledována byla i škola džonangpa, která byla dokonce v centrálním Tibetu zakázána. Toto rozhodnutí bylo odůvodněno skutečností, že škola džonangpa hlásala nesprávný názor ohledně prázdnoty (sans. šúnjatá), ústředního buddhistického pojmu, pravděpodobně ve hře ale také byly i politické důvody.
Roku 1653 vykonal pátý dalajláma oficiální návštěvu u dvora čínského císaře Šun-č’, příslušníka nové mandžuské dynastie Čching. V Pekingu byl dalajláma přivítán s velikými poctami, císař jej ubytoval ve Žlutém chrámu, který pro něj nechal postavit. Pátý dalajláma zreformoval státní správu. Jmenoval hejtmany různých okresů a nové ministry do své vlády. Založil dvě důležitá učiliště, jedno po mnišské a druhé pro laické úředníky, kde se kromě obvyklých předmětů vyučoval i sanskrt, mongolština, astrologie, poezie, lukostřelba a jezdectví. Také nařídil sčítání lidu, aby mohl vytvořit přesnější a spravedlivější daňový systém.

## Džúngarové a Mandžuové ve Lhase

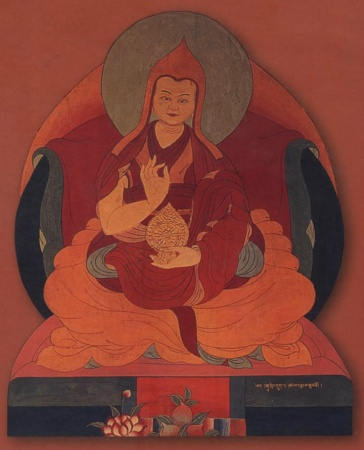
Prostopášný šestý dalajláma Cchangjang Gjamccho

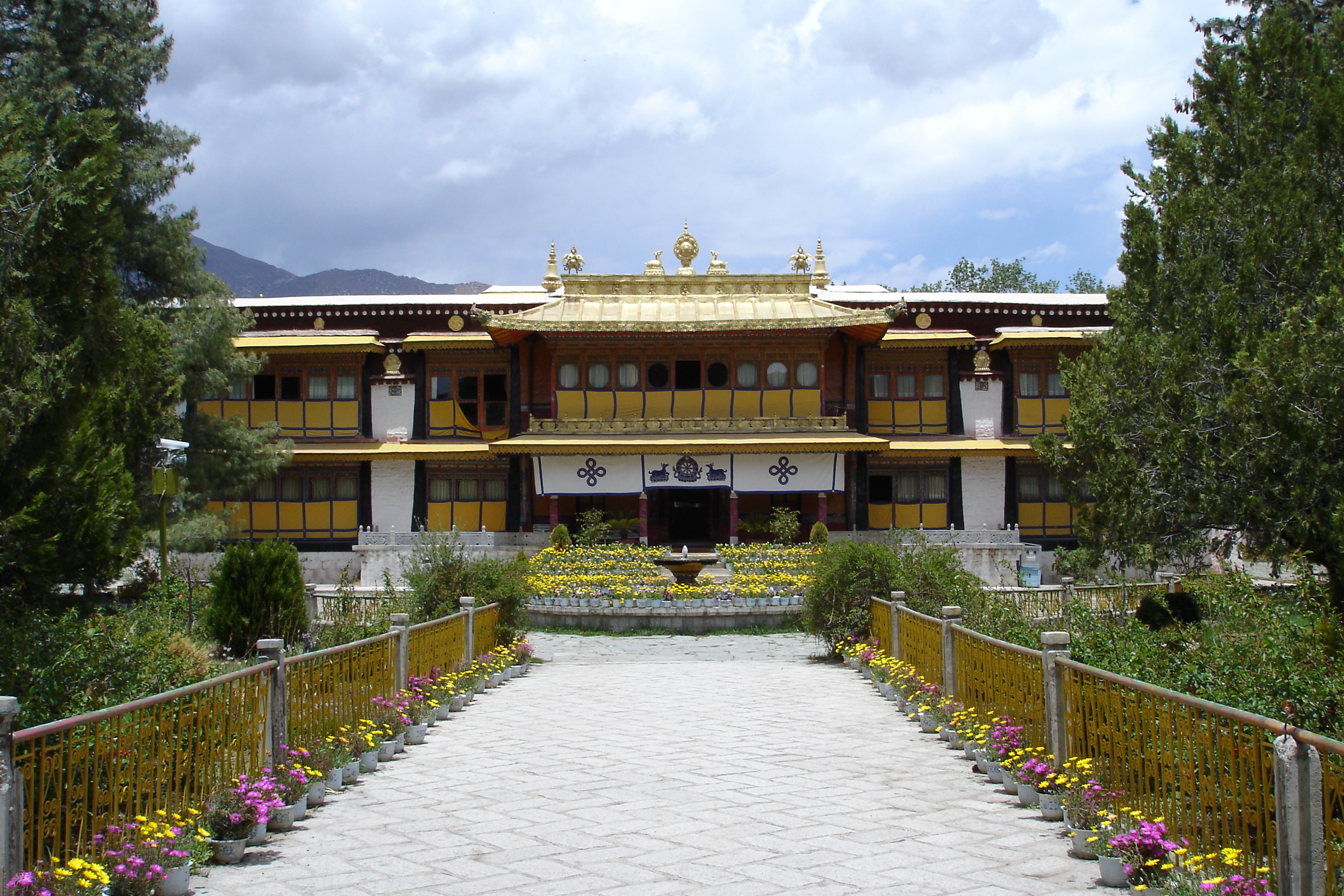
Palác Norbulingka ve Lhase na fotografii z roku 2006

Smrt pátého dalajlámy v roce 1682 byla pravděpodobně až patnáct let tajena jeho rádcem a asistentem Sanggjä Gjamcchem. Ten veřejnosti oznámil, že se dalajláma věnuje meditačním cvičením a nepřeji si být rušen. Tibet mezitím spravoval sám desi („správce“, „regent“) Sanggjä Gjamccho. Když byla v roce 1695 dostavěna Potála, desi vyslal poselstvo k mandžuskému císaři, aby mu oznámil, že pátý dalajláma je po smrti a novým, v pořadí šestým dalajlámou se stane tehdy již třináctiletý Cchangjang Gjamccho (jeho učitelem byl Lozang Ješe). Šestý dalajláma však žil velmi prostopášným životem, pil pivo a dokonce se stýkal s kurtizánami. Poté, co se jej desi marně snažil usměrnit, desi rezignoval na svou funkci a novým desim byl zvolen Ngawang Rinčhen. Sanggjä Gjamccho však až do své násilné smrti v roce 1705 fakticky udržoval moc nad Tibetem ve svých rukách. Po jeho smrti se regentství ujal Lhabzang-chan, vnuk Gušriho-chána.
I když byl Lhabzang-chan zpočátku šestému dalajlámovi nakloněn, později proti němu začal veřejně vystupovat. Vrcholem toho bylo, že šestého dalajlámu zbavil funkce a vyhostil ze země. Na cestě do vyhnanství však šestý dalajláma z neznámý příčin zemřel. Lhabzang-chan jej prohlásil za falešného převtělence pátého dalajlámy a na post šestého dalajlámy se snažil protlačit svého člověka Ngawang Ješe Gjamccha. To se mu však nepodařilo, v klášteře Kumbum byl mezitím vychováván chlapec, který byl laickou i mnišskou obcí považován za převtělence šestého dalajlámy a který přijal jméno Lozang Kalzang Gjamccho, za jehož působení byl vystavěn park Norbulingka, kde byl pod vedením následujícího dalajlámy Džampal Gjamccha vystavěn i palác. Lhabzang se poté dostal do roztržky s Džúngary, kteří proto začali zbrojit a vytáhli na Lhasu, kterou v roce 1717 dobyli. Při dobytí Lhasy Džúngary byl Lhabzang zabit a s jeho smrtí tak definitivně skončila doba mongolských králů Tibetu (1642–1717).
V roce 1717 se vlády v Tibetu na krátkou dobu ujali Džúngarové. Čínská vláda, která byla s Džúngary znepřátelena a viděla v nich možnou hrozbu, vyslala do Tibetu hned dvě po sobě jdoucí válečné výpravy (1718–1719 a 1720). Mongoly se podařilo vytlačit v roce 1720, kdy do Lhasy vstoupila čínská vojska. Tibet se tehdy stal částečně součástí Číny, byla mu však ponechána vnitřní nezávislost. Je všeobecně přijímáno, že Džúngarové byli z Tibetu vyhnáni díky vojskům Mandžuů, kteří si tak Tibet de facto podmanili; Tibeťanům se však podařilo Mongoly z Lhasy vytlačit ještě před příchodem mandžuských vojsk.
Poté, co Mandžuové obsadili Lhasu, byla v hlavním městě sestavena ministerská rada zvaná kešag a do jejího čela se postavil vrchní velitel čínských vojsk. Do správy říše byli začleněni především lidé, kteří v minulosti stáli v opozici proti Džúngarům. Tehdejší čínský císař Jung-čeng se navíc rozhodl ve Lhase ponechat vojenskou posádku čítající 3000 mužů, kteří měli dohlížet na chod říše. Byly to především velké finanční náklady, které císaře přiměly stav čínských úředníků a vojáků postupně snižovat, což vedlo k oslabení čínského vlivu v Tibetu a mezi lety 1727–1728 k občanské válce. Na jedné straně stáli pro-čínsky orientovaní členové kašagu, na straně druhé především odpůrci přítomnosti čínských jednotek z dalajlámova okruhu. Císař této vnitřní nesourodosti Tibetu využil k vyslání expedičního sboru o počtu 15 000 mužů, jejichž úkolem bylo převzít kontrolu nad správou tibetské říše.
Poté, co členové výpravy ovládli úřednický aparát, byla zřízena instituce ambana, čili jakéhosi „vrchního úředníka“. Ambani byli vždy dva, jeden byl hlavní a druhý vedlejší. Měli k dispozici sbor vojáků a úředníků o počtu 2000 mužů, do konce 18. století byl však jejich počet snížen nejdříve na 500, později na 100. Postavení ambana je dosud otázkou diskuse, a to zejména v souvislosti se statusem Tibetu v době přítomnosti ambanů ve Lhase.
V roce 1750 proběhla násilná vzpoura protičínsky orientovaných Tibeťanů, kterým se podařilo oba ambany usmrtit. Čínský císař Čchien-lung toho využil k tomu, aby do Tibetu vyslal další trestnou výpravu, jejímž důsledkem bylo posílení pozic nově dosazených ambanů, prohlášení dalajlámy za světského i duchovního vůdce Tibetu a ustanovení stálé lhaské jednotky o síle 1500 mužů. V roce 1763 dala tibetská vláda do oběhu vůbec první tibetskou měnu zvanou tamka, která se víceméně udržela až do 20. století. Do té doby byly v Tibetu využívána platidla z jiných zemí, především Nepálu a Ladaku.

## Válka sGurkhy

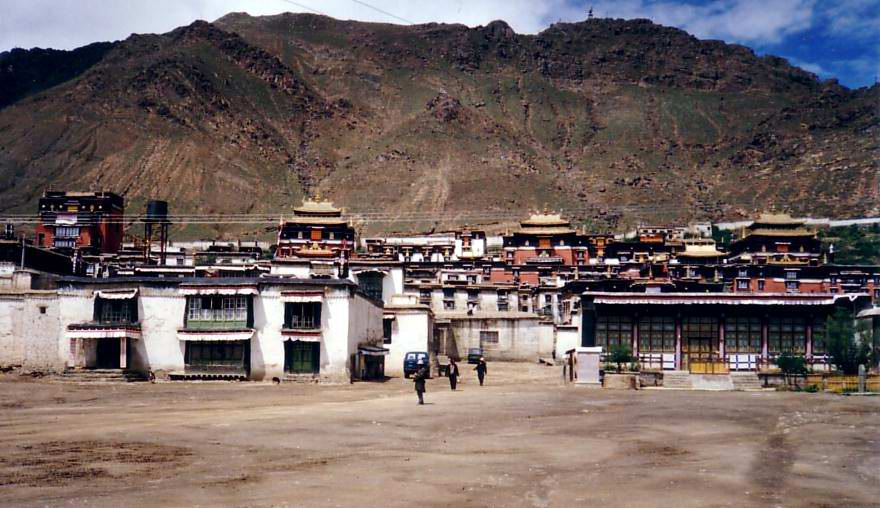
Tašilhünpo v roce 1993

Po smrti sedmého dalajlámy bylo ustanoveno, že v době nezletilosti dalších dalajlámů za ně budou vládnout regenti. Vůbec prvním takovýmto regentem se stal Demo-tulku Džampal Deleg. Ten vládl Tibetu přes dvacet let, než v roce 1777 zemřel. Osmému dalajlámovi Džampal Gjamcchovi tehdy bylo dvacet let, a proto byl požádán, aby se chopil vlády sám. Když pro svůj nízký věk odmítl, byl ustanoven další regent, Ngawang Cchulthima. Tento muž zůstal i po nástupu osmého dalajlámy na trůn v regentském postu coby důvěrný rádce dalajlámy a do jisté míry i „spoluvládce“. V roce 1786 Ngawang Cchulthim odcestoval na pozvání čínského císaře do Pekingu, kde s ním bylo velmi dobře zacházeno. Číňané si tak u něj chtěli udělat dobré jméno a neztratit tím ve Lhase svůj vliv prostřednictvím ambanů.
Jakmile regent do Číny odcestoval, na povrch stanul palčivý problém Tibeťanů s nepálskými Gurkhy. Nepál měl s Tibetem dlouhodobé neshody v obchodování, Gurkhy navíc pobouřila tibetská materiální pomoc Sikkimu, který byl Gurkhy napaden. Gurkhové proto na Tibet v roce 1788 zaútočili, a to hned ze tří stran. Tibetské armádě se podařilo postup Gurkhů částečně zastavit. Když do Tibetu přitáhla část čínské armády, aby podpořila Tibet v boji proti Gurkhům, započalo vyjednávání mezi oběma znepřátelenými stranami. V následné smlouvě se tibetská strana zavázala, že bude Nepálu odvádět tribut a zároveň přišla o část svého území.
Když se po roce 1790 z Číny vrátil Ngawang Cchulthima, rozhněval se, že Tibet uzavřel s Nepálem tak nevýhodnou smlouvu. Po pokusech o vyjednávání s Gurkhy nakonec odmítl uvedený tribut do Nepálu poslat, načež roku 1791 zemřel. Gurkhové Tibet napadli ještě téhož roku. Dobyli poměrně rychle Žikace včetně kláštera Tašilhünpo, avšak tibetská odezva na sebe nenechala dlouho čekat. Tibetská armáda podporovaná čínskými jednotkami nejenže již následujícího roku vytlačila Gurkhy ze svého území, ale vytáhla směrem na Nepál. Gurkhové se takového postupu zalekli a začali s Tibeťany vyjednávat. O výsledcích jednání se však toho moc neví, jisté je, že tím byla válka s Nepálem u konce.

## Mandžusko-čínský vliv

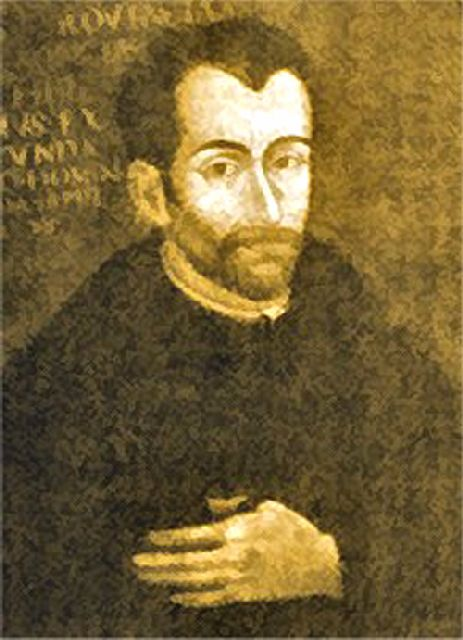
Portugalský misionář António de Andrade (1580–1634), který jako první Evropan podal autentické zprávy o Tibetu

Díky tomu, že Gurkhy pomáhala porazit čínská vojska, se ještě více upevnil vliv, který měli v Tibetu čínští Mandžuové. Ti roku 1792, po konci války s Gurkhy, započali v Tibetu dvouletou reformou veřejné správy, jejímž cílem bylo získat správní kontrolu nad tibetským územím prostřednictvím ambanů. Tyto reformační snahy vycházející od Čchien-lunga způsobily, že prostřednictvím ambanů Mandžuové převzali kontrolu nad Tibetem, která trvala až do konce 19. století. Míra vlivu ambanů na tibetskou správu však byl v jednotlivých obdobách velmi různý.
Opětovný válečný střet Tibeťanů s nepálskými Gurkhy nastal po předčasné smrti 11. dalajlámy Khädub Gjamccha v roce 1856. Gurkhové obsadili území na jihu Tibetu s tím, že nejsou dodržována dříve stanovená pravidla obchodu mezi oběma zeměmi. Tibet odpověděl vysláním vojenské výpravy, které se však nepodařilo získat zpět území zabraná Gurkhy. Představitelé obou zemí pak začali vyjednávat; výsledkem byla smlouva o deseti bodech podepsaná 24. března 1856. V té se mimo jiné Tibet zavázal Nepálu odvádět každoroční tribut 10 000 rupií a rovněž souhlasil s poskytnutím případné pomoci, pokud bude Nepál napaden cizí mocností. Naopak Nepálci se měli stáhnout z dobytých území Tibetu, smlouva jim též poskytovala některé obchodní výhody oproti dřívější době.
V roce 1875 zemřel dvanáctý dalajláma a za nového světského i duchovního vůdce Tibetu byl roku 1878 vybrán chlapec, který přijal jméno Thubtän Gjamccho. Do doby, než se 13. dalajláma ujal vlády, Tibet spravoval nejdříve regent Čhökji Gjalcchän Kündeling, po jeho smrti v roce 1886 byl dalším regentem jmenován Demo Thinlä Rabgjä. Roku 1888 byl objeven 9. pančhenláma, který od dalajlámy přijal jméno Lozang Thubtän Čhökji. V polovině devadesátých let 19. století se tehdy devatenáctiletý dalajláma chopil tibetského trůnu.
V tomto období byla čínská vláda v těsném styku s Brity, což se projevilo i na jednáních o Tibetu. Anglie byla vůbec první „cizí“ mocnost, která se začala o Tibet zajímat po hospodářské a politické stránce. 13. září 1876 byla mezi zástupci Číny a Britského impéria podepsána smlouva, podle které měli Britové právo vyslat na tibetské území výzkumnou misi. Tibetská strana však smlouvu neratifikovala a vstup Britů na své území nepovolila. Podobné smlouvy týkající se Tibetu byly mezi čínskou a britskou stranou podepsány ještě v roce 1886 v Pekingu a roku 1890 v Kalkatě. Kalkatskou smlouvu, týkající se i Sikkimu, podepsali indický místokrál Lord Lansdowne a lhaský amban Šeng-tchaj. Jelikož ani k této smlouvě nebyli přizváni Tibeťané, tibetská vláda smlouvu odmítla.

## Evropané vTibetu
Na tibetské území proniklo do počátku 20. století jen velmi málo Evropanů. Historicky první zpráva o Tibetu z pera Evropana, který Tibet navštívil, pochází od františkánského misionáře českého původu Oldřicha z Pordenone, který Tibet navštívil v první polovině 14. století. První autentické zprávy o Tibetu však pocházejí z doby mnohem pozdější, a to od portugalského misionáře Antónia de Andradeho (1580–1634). Prvními Evropany, kteří navštívili Lhasu, se stali jezuité Johannes Grueber a Albert Dorville, kteří hlavního tibetského města dosáhli roku 1661. Zejména ve století osmnáctém v Tibetu přibývalo jezuitských i dalších misionářů (např. kapucínů), kterým se zpočátku dařilo pokládat základy misijních stanic, často však naráželi na odpor lámů, kteří v roce 1745 docílili vyhoštění všech misionářů ze země.
V roce 1774 přijel do Žikace skotský diplomat George Bogle, aby zde zastupoval zájmy Britské Východoindické společnosti. Bogle do Tibetu přinesl vůbec první brambory. Zhruba od poloviny 19. století se Tibet snažili prozkoumat sousední Britové a Rusové, ale i Američané, Francouzi a Skandinávci. Jejich zájmy však byly hnány spíše politickými než vědeckými ambicemi. Počátkem 19. století se Tibet stával pro cizince čím dál tím více nejistou zemí, mimo jiné proto, že se Tibet stal účastníkem Velké hry, vojensko-politického sporu mezi Britskou říší a carským Ruskem. Koncem 19. století se do Tibetu mimo jiné dostal Nikolaj Prževalskij a v době kolem přelomu 19. a 20. století Tibet po geografické stránce prozkoumal švédský geograf Sven Hedin.

### Britské invaze

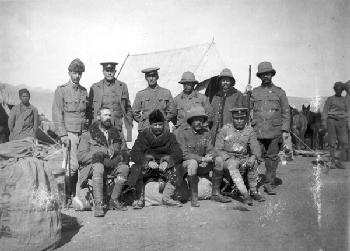
Příslušníci Younghusbandovy expedice v roce (foto z roku 1904)

Když koncem 18. století probíhala válka mezi Tibetem a Nepálem, tibetská vláda se rozhodla přerušit veškeré styky s Brity, jelikož členové vlády je podezřívali z toho, že podporují Gurkhy. Veškeré obchodní styky mezi Britskou Indií a Tibetem probíhaly v následujících desetiletích zprostředkovaně. Postupem času se však Britové začali obávat, že by se Rusové mohli snažit v Tibetu uplatnit své zájmy a získat tak kontrolu nad Tibetem, který de facto sousedil s Britskou Indií (na jihu Tibet sousedil se Sikkimem, tehdy vazalským státem Britské Indie). Britové se proto začali snažit o uplatnění svého vlivu v Tibetu, jehož počátkem mělo být nejdříve navázání obchodních styků s Tibetem. Když Britové zjistili, že jednat s ambany nevede ke kýženému výsledku, jelikož nemají v Tibetu faktický vliv, začali pomýšlet na přímou komunikaci s tibetskou vládou.

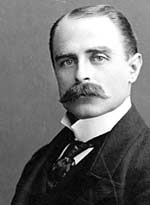
Francis Younghusband (1863–1942)

Zastánce ofenzivní politiky, indický místokrál Lord Curzon, se rozhodl, že do Tibetu vyšle expedici, která by s Tibeťany vyjednávala zejména o sikkimsko-tibetské hranici. Výprava se vydala na cestu v roce 1903 a do jejího čela se postavil plukovník Francis Younghusband. Expedice čítající stovky vojáků se utábořila v Gampadzongu na jihu Tibetu a dožadovala se vyjednávání s tibetskými úřady. Po několikaměsíčních bezvýsledných jednáních se Younghusbandova expedice, posílená o několik tisíc vojáků, vydala dále do vnitrozemí, až 11. dubna 1904 dorazila do Gjance. Poté se celá výprava začala přesouvat do Lhasy, které dosáhla počátkem srpna téhož roku. Do cesty se výpravě občas stavěli tibetští vojáci, kteří však neznamenali pro dobře vycvičené i vyzbrojené Younghusbandovy vojáky větší nebezpečí.
Dříve než Britové dorazili do Lhasy, uprchl 13. dalajláma do Urgy ve Vnějším Mongolsku k bogdgegénovi. Younghusband však začal vyjednávat s tibetskými vládními úředníky, se kterými podepsal 7. září 1904 tzv. Lhaskou smlouvu, ve které se Tibet mimo jiné zavázal, že nebude jednat s cizími mocnostmi bez souhlasu Britů a v Gjance a Ganthoku budou zřízeny obchodní stanice. O dva roky později byla uzavřena další smlouva týkající se Tibetu, tentokrát však mezi Čínou a Brity, která poskytovala Britům kontrolu nad tibetskými pozemky a cestami.
Čínská vláda, která viděla v britských zásazích do tibetských záležitostí snahu o ovládnutí Tibetu Brity, se začala pokoušet o znovuoživení svého vlivu v Tibetu prostřednictvím ambanů. Když Thubtän Gjamccho přicestoval v roce 1908 do Pekingu, Číňané se snažili mu pomoci v jeho snahách o modernizaci říše. Zároveň vyslali do Tibetu zkušeného diplomata Lien-jüa, aby se v roli ambana rovněž pokoušel o množství reforem a zvýšil tak prestiž císařského dvora v očích tibetského lidu. Mandžuové se snažili o uplatnění svého vlivu i v dalších částech země a připravili tak příznivé podmínky pro příchod čínských vojsk do Tibetu. 10. února 1910 do Lhasy vstoupilo na dva tisíce příslušníků čínské armády, načež 13. dalajláma, který se právě vrátil z dlouholetého exilu do Lhasy, uprchl do Indie.

## Tibet vletech 1912–1949

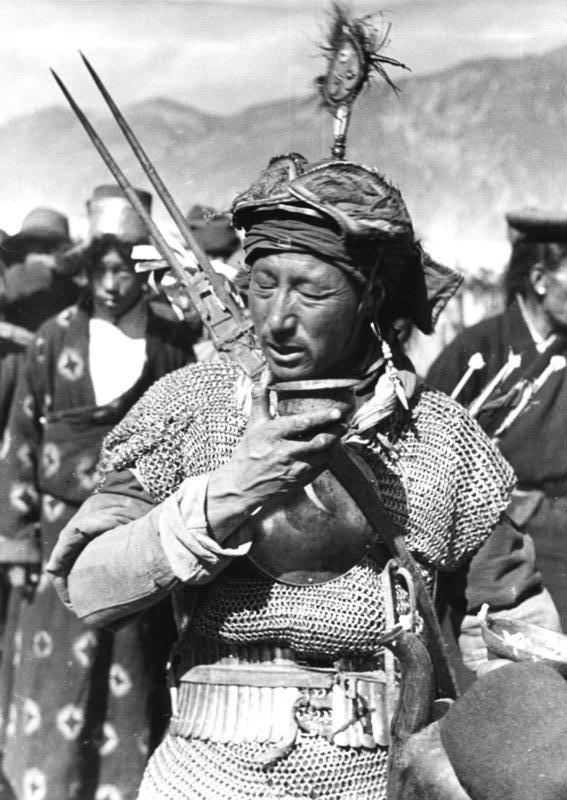
Tibetský válečník v brnění

K 1. lednu roku 1912 byla vyhlášena Čínská republika. Thubtän Gjamccho se proto navrátil do Tibetu z indického exilu. Čínou zmítala společenská i politická krize a Thubtän Gjamccho ve snaze posílit mezinárodní postavení Tibetu započal s modernizací země. Dezorientovaná posádka ve Lhase se stále častěji dostávala do střetů s Tibeťany, až s nimi v srpnu 1912 uzavřela příměří – do ledna následujícího roku Tibet opustili všichni čínští vojáci i úředníci včetně ambanů. Roku 1913 vydal Thubtän Gjamccho výnos, ve kterém vyhlásil nezávislost Tibetu. 11. ledna 1913 byla mezi Tibetem a Mongolskem uzavřena Mongolsko-tibetská smlouva o přátelství a spojenectví. Smlouva byla prvním konkrétním projevem faktické nezávislosti Tibetu po pádu Čchingské říše a prvním smluvním dokumentem, který mezi sebou uzavřely dvě bývalé části Čchingské říše bez toho, aby byla ústřední vláda konzultována nebo přizvána k účasti.
V roce 1914 Tibet, Čína a Britská Indie začali jednat o tzv. Simelské dohodě, která měla vymezit hranice mezi Britskou Indií a Tibetem a určit status Tibetu. Čínská strana se však k dohodám stavěla odmítavě a nakonec smlouvu nepodepsala. Stanovené hranici se dostalo pojmenování McMahonova linie. Britská i tibetská strana smlouvu ratifikovaly, čínská strana však nikoliv. Tehdejší vládu, v jejíž čele stál 13. dalajláma, tvořili kašag (rada ministrů) v čele s ministerským předsedou (silönem), dále mnišská rada (jigcchang), rada úředníků (cikhang) a Národní shromáždění zvané Cchongdu.
Nezájem, jaký měla Čína v následujících letech o postavení Tibetu, resp. o uplatnění svých zájmů na tibetském území, byl způsoben zejména čínskou vnitropolitickou situací. Oživení zájmu o tibetskou otázku přišlo s rokem 1927 a nástupem Kuomintangu k moci. Roku 1930 byl Tibet společně s Mongolskem vyhlášen „organickou součástí Čínské republiky“ a o čtyři roky později byla do Tibetu vyslána čínská mise vedená generálem Chuang Mu-sungem. Tato výprava zřídila ve Lhase stálou agenturu, která měla dohlížet na dodržování příměří na čínsko-tibetské hranici. Čína se vesměs snažila využít pro Číňany relativně příznivého politického klimatu v Tibetu – pro-britsky orientovaný 13. dalajláma byl krátce po smrti, nový dalajláma se ještě nenašel a Tibetu proto dočasně vládl regent.
V roce 1935 se v malé amdské vesničce Tagccher narodil Lhamo Döndub, budoucí čtrnáctý dalajláma Tändzin Gjamccho.

## Čínská anexe Tibetu

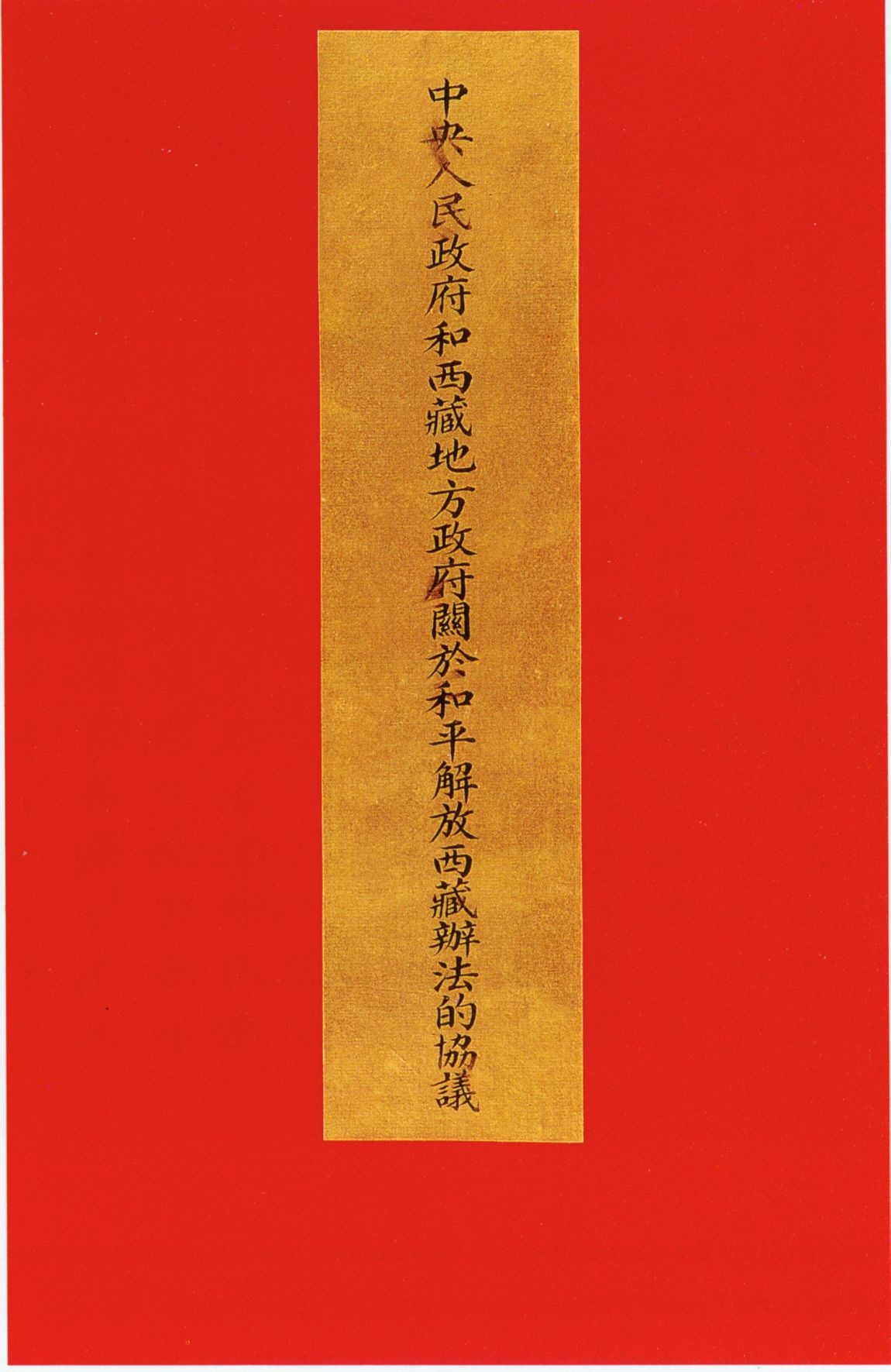
Titulní strana čínské verze Sedmnáctibodové dohody

V době od zániku Čchingské říše do zabrání Tibetu čínskými vojsky v roce 1949 byl Tibet de facto nezávislým státem. Některé čínské zdroje však tvrdí, že v této době byl Tibet stále součástí Číny a že k jeho osamostatnění nedošlo. Vztahy mezi Čínou a Tibetem se radikálně změnily poté, co z čínské občanské války vyšli vítězně komunisté. Dne 1. října 1949 vyhlásil předseda Ústředního výboru komunistické strany Mao Ce-tung vznik Čínské lidové republiky. Tibetská vláda v čele s regentem Tagdag-rinpočhem vyhlásila k 4. listopadu 1949 formální nezávislost Tibetu a vyslala k hlavním světovým mocnostem mírové mise, které měly tyto země přimět, aby uznaly nezávislost Tibetu. Čínská vláda, která nesouhlasila s těmito kroky, nechala vyslat do Tibetu svou armádu, aby tak s konečnou platností vyřešila otázku Tibetu a začlenila jej do nově vzniklé ČLR. Tibetská vláda ještě téhož roku prostřednictvím Velké Británie žádala o přijetí do Organizace spojených národů a snažila se tak ještě na poslední chvíli dosáhnout nezávislosti Tibetu.
V říjnu 1950 jednotky Čínské lidové osvobozenecké armády vpochodovaly do Tibetu, aby „zachránily tři miliony Tibeťanů před imperialistickým útlakem a zabezpečily ochranu západní čínské hranice“. Vojska tibetské vlády nebyla schopna invazi zabránit. Dne 17. listopadu téhož roku byl o (dva roky dříve oproti dřívějšímu plánu) intronizován 14. dalajláma. V nastalé situaci, kdy byl Tibet obsazen čínskou armádou, tibetské vládě nezbylo, než vyslat do Pekingu delegaci, která by vyjednávala s Čínou o dalším osudu Tibetu. Za tibetskou stranu se jednání účastnil Ngaphö Ngawang Džigme a čínské úřady reprezentoval Li Wej-chan. Výsledkem byla Sedmnáctibodová dohoda podepsaná 23. května 1951, v níž se Tibetu mimo jiné přiznávala autonomie, avšak jen v rámci ČLR.
Číňanům se tak podařilo ovládnout strategicky významné území, které se v minulosti již několikrát fakticky nacházelo pod čínskou suverenitou a jež nyní bylo nárazníkovým pásmem mezi Čínou a Indií. Vládce Tibetu, mladý Tändzin Gjamccho, zůstal i po čínské anexi loutkovou hlavou Tibetu. V září roku 1954 se společně s pančhenlámou účastnil Všečínského shromáždění lidových zástupců; oba nejvyšší představitelé Tibetu byli zvoleni do vysokých postů.
Tibetský lid, nespokojen se stávající situací, začal proti čínské nadvládě, a zejména proti způsobu provádění reforem, vyvolávat ozbrojené nepokoje (a to také s podporou americké CIA). Ty započaly nejdříve roku 1956 v Khamu a Amdu. I přesto, že tato povstání byla potlačena, protičínské nálady se šířily dále do centrálního a západního Tibetu. Koncem roku 1956 a počátkem roku 1957 se dalajláma vydal do Indie, aby se účastnil oslav svátku buddha džajanti. V Indii se setkal s Džaváharlálem Néhrúem, se kterým jednal o možném poskytnutí azylu.
Vrcholem snahy Tibeťanů o setřesení čínské nadvlády bylo Tibetské národní povstání, které započalo 10. března 1959 a jeho odezvy pokračovaly až do následujícího roku. To bylo však krvavě potlačeno, během roku 1959 a 1960 bylo zabito okolo 87 000 Tibeťanů, podle Vladimíra Liščáka však bylo obětí mnohem více.
Dne 17. března 1959, těsně před vypuknutím nepokojů, uprchl Tändzin Gjamccho v doprovodu dalších členů vlády do Indie, později se usadil v Dharamsale ve státě Himáčalpradéš. Dalajlámu do Indie následovalo až 80 000 tibetských uprchlíků. V indické Mansúrii byla roku 1959 ustanovena tibetská exilová vláda s názvem Ústřední tibetská správa a dalajláma prohlásil za neplatnou Sedmnáctibodou dohodu, ke které byli „tibetský lid a tibetská vláda donuceni hrozbou zbraní“. Kvůli výše zmíněným událostem byl dalajláma Čínou prohlášen za zrádce a v Tibetu bylo přikročeno k urychlenému šíření reforem „na čínský způsob“.

## Tibet pod čínskou správou

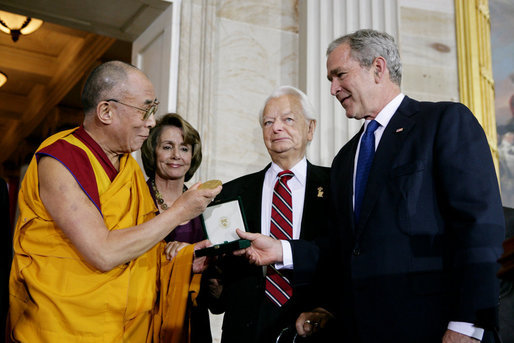
Dalajláma při setkání s Georgem Bushem roku 2007

Dne 1. září 1965 byla oficiálně zřízena Tibetská autonomní oblast, která však zabírá jen západní část provincie Kham a Ü-Cang, tedy asi polovinu původního Tibetu. Amdo a východní část Khamu se staly součástí provincií Kan-su, S'-čchuan, Čching-chaj a Jün-nan. Roku 1966 započala kulturní revoluce, která fakticky trvala až do roku 1976. V tomto období byly v Tibetu ničeny buddhistické kláštery i další kulturní památky, páleny knihy a Tibeťany stíhaly vlny represálií. Uvolnění nastalo až v roce 1978, kdy čínská vláda zaujala vůči Tibetu liberálnější politiku. Od tohoto roku se začaly znovu otevírat knihovny, začala se zlepšovat obecná vzdělanost i zdravotní péče, započala obnova klášterů a Tibet byl zpřístupněn turistům.
Koncem 80. let vůbec poprvé započal dialog mezi představiteli Číny a tibetskou exilovou vládou. Roku 1987 dalajláma přednesl ve Washingtonu projev, ve kterém se dožadoval nikoliv nezávislosti Tibetu, ale zejména dodržování lidských práv na tibetském území, zastavení systematického osidlování Tibetu čínskými rodinami a volal po větším důrazu na ochranu tibetského životního prostředí. Čínská vláda však jeho požadavky odmítla, což pobouřilo obyvatele Lhasy, kteří se odhodlali k otevřenému protestu. Protesty pokračovaly i následujícího roku; čínská strana je však vždy potlačila a i přes řadu obětí na obou stranách a tisíce zatčených Tibeťanů je označila za nevýznamné protesty několika nespojených Tibeťanů. V roce 1988 se dalajláma při projevu ve Štrasburku zřekl snahy o nezávislost Tibetu. Dalajlámovy snahy jsou soustředěny především na dodržování základních práv a svobod Tibeťanů a na jednání o statusu Tibetu v rámci ČLR.

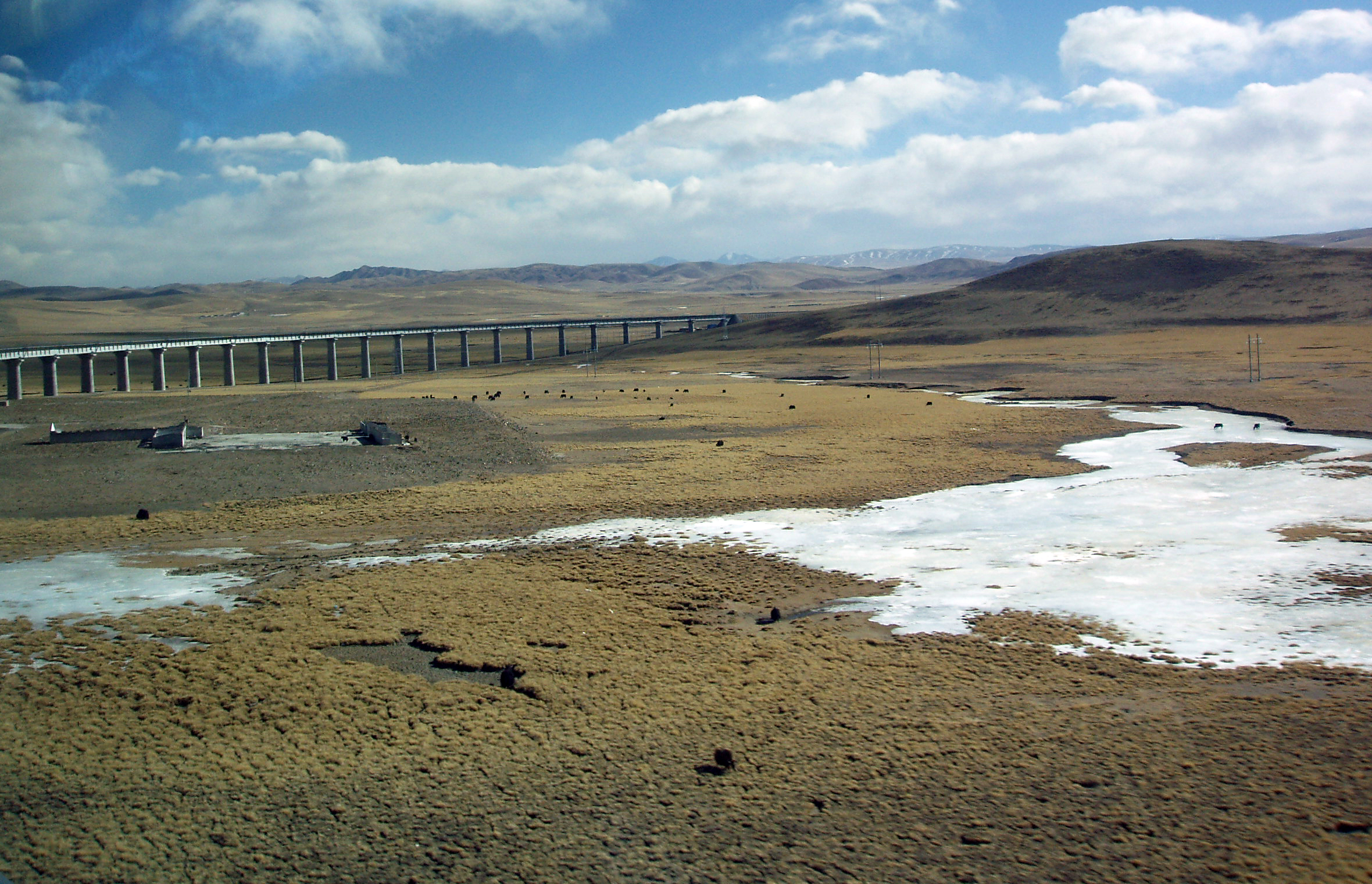
Jeden z železničních mostů vybudovaných pro trať Golmud – Lhasa (fotografie z roku 2007)

Po další vlně nepokojů roku 1989 bylo v Tibetu vyhlášeno stanné právo. Cizincům byl vstup na tibetské území na další tři roky zakázán (v roce 1992 byl sice obnoven, od té doby je však pro vstup do Tibetu třeba zvláštní vízum). Téhož roku obdržel Tändzin Gjamccho Nobelovu cenu míru. Počátkem roku 1990 pozval Václav Havel ve svém novoročním projevu 14. dalajlámu na návštěvu Československa a dalajláma tuto nabídku přijal. Havel jako vůbec první hlava státu pozval dalajlámu na oficiální návštěvu nějaké země – do té doby se ostatní státy zdržovaly pozvání dalajlámy na oficiální návštěvy, jelikož se bály ohrožení obchodních styků s Čínou.
V devadesátých letech se dalajláma setkal s mnohými čelnými představiteli různých zemí včetně Billa Clintona či George H. W. Bushe, se kterými jednal o tibetských záležitostech. V posledním desetiletí 20. století nastalo rozštěpení ve dvou snad nejdůležitějších linií tulkuů pod dalajlámovi, a to v linii karmapů i pančhenlámů. Snaha Tibeťanů o přijetí lepších podmínek pro Tibet však neutuchá, roku 1996 skončila hladovka šesti členů Kongresu tibetské mládeže násilným zásahem indické policie, přičemž jeden z Tibeťanů, Thubtän Ngöndub, se upálil. V roce 2006 byl zahájen provoz Čhingchajsko-tibetské železnice na trase Golmud – Lhasa, která zajišťuje železniční spojení Tibetu a ČLR. V současné době sídlí Ústřední tibetská správa stále v indické Dharamsale a její čelný představitel 14. dalajláma se věnuje hlavně přednáškové činnosti, psaní knih a povinnostem spjatým s postavením hlavy tibetské exilové vlády.
V březnu 2008 v Tibetu proběhla vlna stovek protestů a nepokojů. Podle čínských zdrojů během nich přišlo o život 22 lidí, převážně etnických Číňanů. Tibetské exilové zdroje udávají až 140 mrtvých, většinou Tibeťanů.